# Poás
Poás är en 2 708 meter hög stratovulkan i delstaten Alajuela i Costa Rica och är landets sjätte högsta berg. Vulkanen är den mest besökta av alla vulkaner i Costa Rica. Den har världens tredje största aktiva krater på 1,5 kilometer i diameter och 300 meter djup. Vulkanen har varit aktiv sedan 11 miljoner år tillbaka. 10 januari 1910 sprutade den ut 640 000 ton aska. Vulkanen och dess nationalpark går att besöka med bil. Den är nära belägen huvudstaden San José.
Vulkanen ligger 966 meter över den omgivande terrängen. Bredden vid basen är 23,1 km.